# Ponca (Nebraska)
La ville de Ponca est le siège du comté de Dixon, dans l’État de Nebraska, aux États-Unis. Elle comptait 1 062 habitants lors du recensement de 2000.